# Zhong Man
Zhong Man (Nantong, 28 februari 1983) is een Chinees schermer gespecialiseerd in het wapen sabel.
Zhong behaalde zijn grootste succes met het winnen van olympisch goud in 2008 in eigen land. Op wereldkampioenschappen won Zhong nooit een medaille.

## Resultaten

### Olympische Zomerspelen
| Jaar | Plaats | Resultaten              |
| ---- | ------ | ----------------------- |
| 2008 | Peking | sabel 6e sabel team     |
| 2012 | Londen | 15e sabel 6e sabel team |

1896: Ioannis Georgiadis ·
1900: Georges de la Falaise ·
1904: Manuel Díaz ·
1906: Ioannis Georgiadis ·
1908: Jenő Fuchs ·
1912: Jenő Fuchs ·
1920: Nedo Nadi ·
1924: Sándor Pósta ·
1928: Ödön Tersztyánszky ·
1932: György Piller ·
1936: Endre Kabos ·
1948: Aladár Gerevich ·
1952: Pál Kovács ·
1956: Rudolf Kárpáti ·
1960: Rudolf Kárpáti ·
1964: Tibor Pézsa ·
1968: Jerzy Pawłowski ·
1972: Viktor Sidjak ·
1976: Viktor Krovopoeskov ·
1980: Viktor Krovopoeskov ·
1984: Jean-François Lamour ·
1988: Jean-François Lamour ·
1992: Bence Szabó ·
1996: Stanislav Pozdnjakov ·
2000: Mihai Covaliu ·
2004: Aldo Montano ·
2008: Zhong Man ·
2012: Áron Szilágyi ·
2016: Áron Szilágyi ·
2020: Áron Szilágyi ·
2024: Oh Sang-uk